# Campeonato Europeo de Esgrima de 2026
El XXXIX Campeonato Europeo de Esgrima se celebrará en Tallin (Estonia) en el año 2026 bajo la organización de la Confederación Europea de Esgrima (CEE) y la Federación Estonia de Esgrima.